# Antonio Giannettini
Antonio Giannettini (také Gianettini, Zanettini, Zannettini) (1648 Fano – 12. července 1721 Mnichov) byl italský varhaník, dirigent a hudební skladatel.

## Život
O mládí Antonia Giannettiniho je jen málo informací. V roce 1662 studoval v Benátkách u Sebastiana Enno. 14. ledna 1674 byl přijat jako zpěvák do sboru baziliky svatého Marka. 5. prosince 1676 byl jmenován varhaníkem baziliky svatých Jana a Pavla (Basilica dei Santi Giovanni e Paolo). V této funkci působil až do roku 1679. Souběžně dále studoval u Carla Grossi a patrně i u Giovanni Legrenziho. Tehdy komponoval převážně chrámovou hudbu.
1. května 1686 opustil baziliku sv. Marka a stal se kapelníkem na dvoře Františka II., vévody z Modeny. Ve válce o španělské dědictví byla Modena obsazena francouzskými vojsky a Gianettini se spolu s nástupcem Františka II. Rinaldem uchýlil do Bologne. Po válce se v roce 1707 se vrátil do Modeny a působil dále jako kapelník až do své smrti v roce 1721.
Zemřel v Mnichově, kam odjel navštívit svou Catherinu Marii, která byla v Mnichově dvorní zpěvačkou.

## Dílo
Giannettini zkomponoval řadu oratorií, z nichž nejslavnější je La Morte di Cristo z roku 1690. Stejně úspěšná byla i jeho operní tvorba. Je známo celkem 20 jevištních prací. Jeho chrámová hudba však byla prováděna pouze na vévodském dvoře a mimo Modenu byla prakticky neznámá.

### Oratoria
- Amore alle catene, oratorio di S Antonio (Modena, 1687)
- Jefte (text Giovanni Battista Neri, Modena, 1687)
- L’uomo in bivio (Modena, 1687)
- La creatione de’ magistrati (Modena, 1688)
- La conversione della beata Margherita di Cortona (Modena, 1689)
- Il martirio di S Giustina (Modena, 1689)
- La vittima d’amore ossia La morte di Cristo (Modena, 1690)
- Dio sul Sinai (Modena, 1691)
- Le finezze della divina grazia nella conversione di S Agostino (Modena, 1697)

### Opery
- Medea in Atene (libreto Aurelio Aureli; Benátky, 1675)
- L’Aurora in Atene (libreto G. Frisari; Benátky, SS Giovanni e Paolo, 1678)
- Echo ravvivata (festa musicale, Benátky, 1681)
- Irene e Costantino (Benátky, S Salvatore, 1681)
- Temistocle in bando (libreto Antonio Morselli; Benátky, S Cassiano, 1682)
- L’Ermione riacquistata (libreto F. Pazzaglia; Benátky, Palast des Prinzen Alessandro Farnese, 1683)
- Il giuditio di Paride (trattenimento da camera, Benátky, 1685)
- La Fedeltà consolata dalla Speranza (libreto Nicolò Beregan, Benátky, 1685)
- Amor sincero (libreto N. Beregan, serenata; Benátky, 1686)
- L’ingresso alla gioventù di Claudio Nerone (libreto G.B. Neri, Modena, 1692)
- Introduzione alla festa d’armi e balli (libreto E. Pinamonte Bonacossi, Modena, 1699)
- Tito Manlio (libreto Matteo Noris, Reggio nell’Emilia, 1701)
- Virginio consolo (libreto M. Noris; Benátky, S Angelo, 1704)
- Artaserse (libreto Apostolo Zeno a Pietro Pariati, Benátky, S Angelo, 1705)
- I presagi di Melissa (libreto F. Torti, Modena, 1709)
- Publio Scipione, ossia Il riparatore delle glorie romane (Modena, 1710)
- L’unione delle tre dee Pallade, Giunone e Venere (libreto G.M. Tommasi, Modena, 1716)
- La gara di Minerva e Marte (Modena, 1716)
- Il Panaro in giubilo (libreto G.M. Tommasi, Modena, 1717)